# Grazia Galante
Grazia Galante (Chieti, 1963) è una ballerina italiana.

## Biografia
Dopo un'approfondita preparazione in ginnastica artistica, inizia lo studio della danza classica a Chieti e dall'età di quattordici anni lo continua a Roma presso l'Accademia Nazionale di Danza.
Nel 1979 Maurice Béjart, in visita all'Accademia, la nota alla mensa e - ancor prima di vederla danzare - la invita a frequentare la sua scuola interdisciplinare Mudra a Bruxelles.

### Ballet du XXe siècle

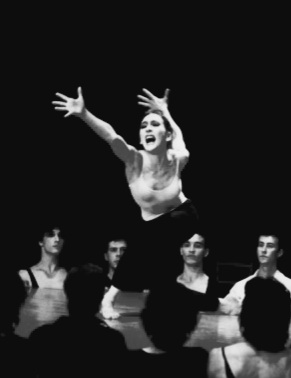
La Melodia nel Boléro.

Dopo un solo anno di perfezionamento, Béjart la scrittura come danzatrice nella sua compagnia internazionale Ballet du XXe siècle con sede al Théâtre de la Monnaie e le affida quasi immediatamente i principali ruoli femminili dei titoli del suo repertorio, tra cui:
Le Sacre du Printemps, Ce que l'Amour me dit, Synphonie pur un Homme Seul, Sonate à Trois, Notre Faust, Serait-ce la Mort, Light ed il celeberrimo Boléro.
Dotata di sorprendente elasticità fisica e di una presenza scenica dal fascino enigmatico e drammatico, Béjart la elegge a sua musa ispiratrice (definendola "forte come un'eroina italiana") e crea su misura per lei molti nuovi ruoli tra cui Cosima Wagner in Dionysos, La Terra in Messe pour le Temps Futur, Maria Callas in Casta Diva, La Fanciulla Malata di Febbri ne Le Martyre de Saint Sebastien in cui danza e contemporaneamente declama il testo francese di Gabriele D'Annunzio.
Danza con i ballerini fuoriclasse di Béjart quali Jorge Donn, Ronald Perry, Patrice Touron, Gil Roman.
Nel 1986 le è conferito il Premio Positano Léonide Massine.

### Béjart Ballet Lausanne

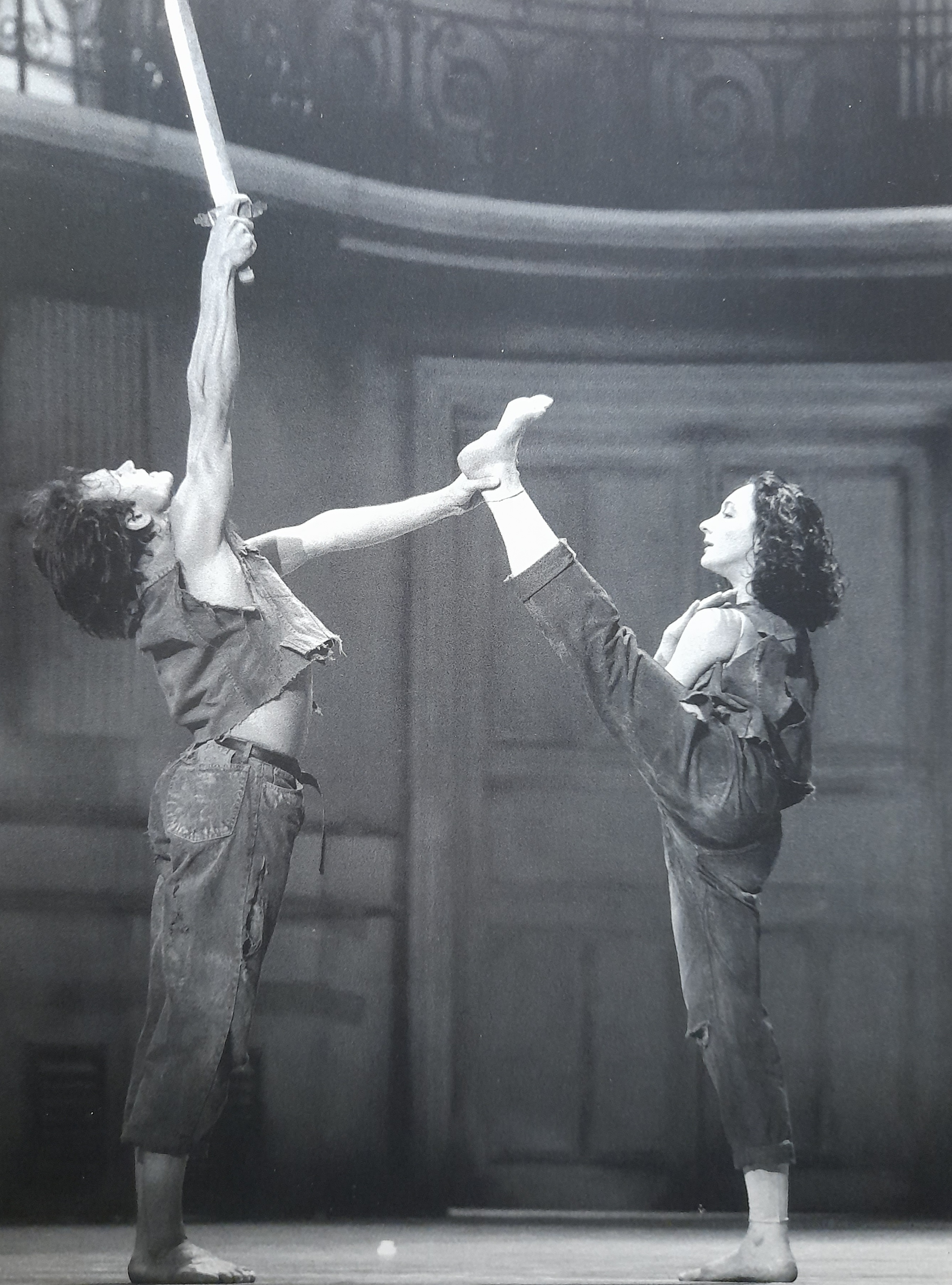
Con Martin Fleming in Der Ring all'Opéra national de Paris.

Nel 1987, durante la tournée a Leningrado per il Festival delle Notti Bianche, Béjart decide di non tornare più in Belgio a causa di conflitti con il direttore della Monnaie, pertanto scioglie la sua compagnia e ne fonda in Svizzera una nuova, il Béjart Ballet Lausanne.

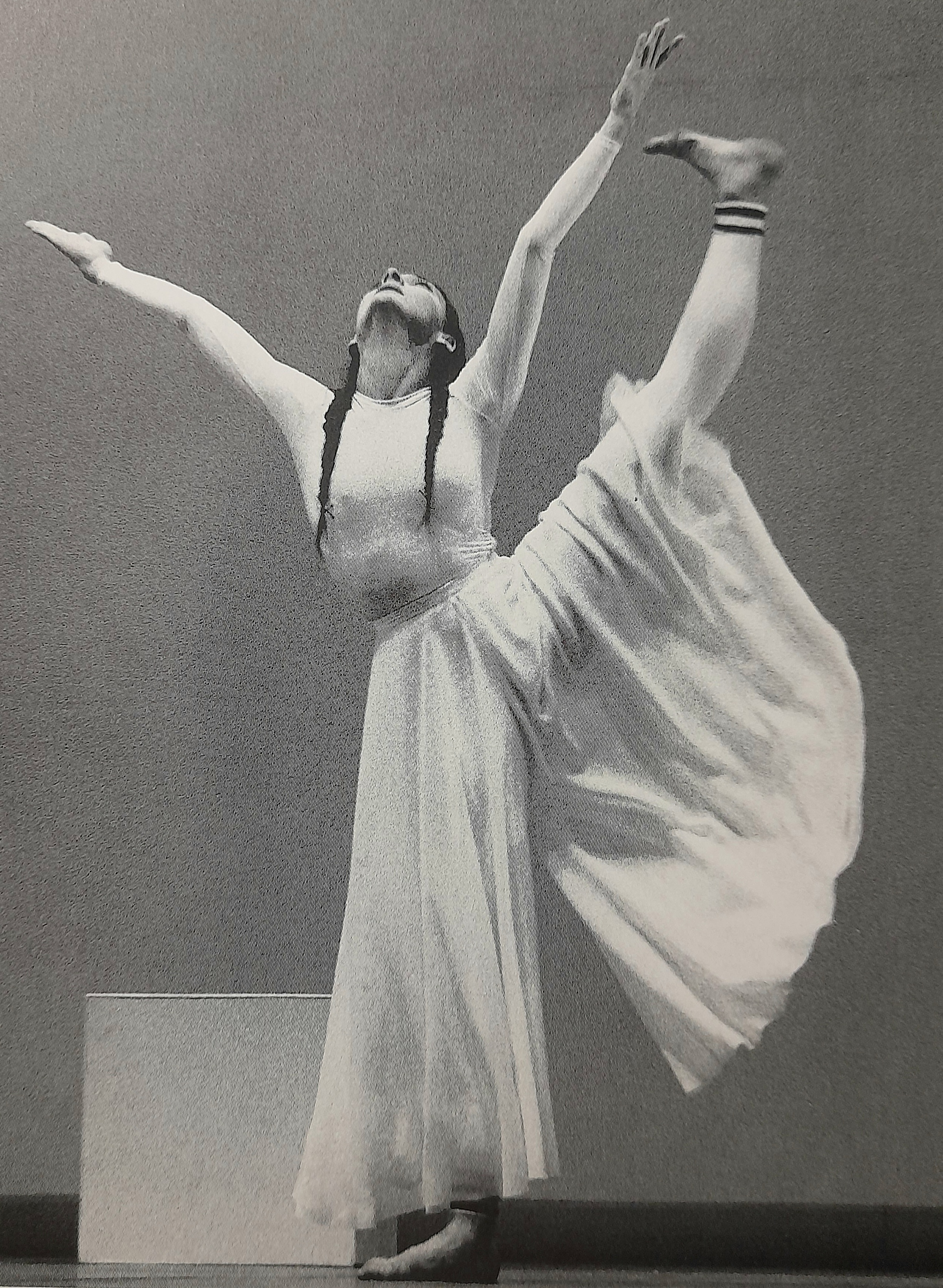
Cantique al Palais de Beaulieu.

Crea allora ulteriori ruoli per Grazia Galante tra cui Leah in Dibbuk, Sieglinde in Der Ring um den Ring, La Donna in Viola in À force de partir, je suis resté chez moi, La Rivoluzione in 1789 et Nous, Elle in Elegie pour Elle, Oum Kaltzoum in Pyramides.
Nei dodici anni di permanenza presso Béjart tra Bruxelles e Losanna con una media di più di 200 spettacoli all'anno, Grazia Galante viaggia in tutto il mondo (dall'Europa agli Stati Uniti, dal Giappone all'Egitto) e si esibisce in coppia con stelle della danza come Jean Babilée, Patrick Dupond ed Eric Vu-An, spesso con costumi di scena concepiti da uno dei più amati ed assidui collaboratori di Béjart: Gianni Versace.

### Carriera successiva
Nel 1991, lasciato Béjart, Grazia Galante inventa e interpreta coreografie proprie come Hotel by the Railboard (a Cannes e a Varsavia) e nel 1992 Gaîté Inconsolable in omaggio a Jorge Donn scomparso quell'anno. 
A New York si forma nell'insegnamento della danza contemporanea per portatori di handicap, audiolesi, non vedenti e minori a rischio.
A Parigi riceve il diploma ad honorem come docente di danza classica e di tecnica di punte.
Tornata in Italia, collabora con André De La Roche e Raffaele Paganini per spettacoli in omaggio a Béjart, è presidente di giuria di concorsi coreografici e di commissioni didattiche e si dedica a diffondere il repertorio Béjart con laboratori creativi secondo lo stile Mudra. 
I suoi ultimi impegni come danzatrice sono nel 2010 per Franca Florio di Luciano Cannito al Teatro Massimo di Palermo, nel ruolo creato tre anni prima per Carla Fracci, e nel 2016 per Fedra a Roma con un ensemble di ballerini dell'Accademia Nazionale di Danza.
Il Ministro della Cultura Francese le ha conferito l'onorificenza di Chevalier Des Arts et Des Lettres, seconda italiana dopo Mastroianni..